# Proceroplatus kerteszi
Proceroplatus kerteszi är en tvåvingeart som beskrevs av Lane 1956. Proceroplatus kerteszi ingår i släktet Proceroplatus och familjen platthornsmyggor. Inga underarter finns listade i Catalogue of Life.